# Лефортовский парк
Лефо́ртовский парк (изначально Головинский сад, также известный как Версаль на Яузе) — московский исторический и природный памятник архитектуры и садово-паркового искусства, построенный в начале XVIII века, прилегающий к Екатерининскому дворцу, расположенный в Лефортовском районе. Один из старейших парков Москвы.

## История

### XVIII—XIX век
Головинский сад был разбит в 1703 году по заказу генерал-фельдмаршала Фёдора Головина. В 1722 году Петр I приобрел головинскую усадьбу с намерением сделать из неё свою московскую резиденцию и переделать парк на голландский манер. В следующем году по его указу Николай Бидлоо начинает обустраивать парк, украшая его скульптурами, плотинами, каскадами и прочим убранством. В это время в парке проводятся огромное количество земляных работ, изменяются направления течения ручьев, появляются симметричные дорожки.
В 1730 году в Лефортовской резиденции проводятся торжества по случаю коронации Анны Иоанновны. Императрица провозглашает Лефортово своей главной московской резиденцией и переименовывает её на немецкий манер в «Анненгоф». Существует легенда, что «Анненгофская роща» в парке появилась за одну ночь, когда по прихоти Анны Иоанновны были привезены и высажены взрослые деревья.
Для строительства летнего деревянного дворца императрица приглашает в Москву архитектора Бартоломео Растрелли, который возводит Летний Анненгоф в своем излюбленном стиле барокко. А в 1736 году из Кремля он переносит Зимний Анненгоф, чтобы Анна Иоанновна могла проживать в резиденции круглогодично. Помимо дворцов Растрелли активно занимается парковой зоной. Прежний парк становится Нижним садом, который дополняется Верхним, украшенным скульптурами отца Растрелли. Дворцы и каскад прудов объединяются с помощью центральной оси парка длиной более километра. При Растрелли парк приобретает черты знаменитого Версальского парка, поэтому современники также называли его «Версалем на Яузе». 
В 1742 году Елизавета Петровна возвращает парку название «Головинский сад», а также делает его открытым, то есть доступным для посещения простыми людьми. При ней в парке появляются новые строения: театр «Оперный дом», церковь Воскресения Христова и дворец по проекту Ивана Коробова и Бартоломео Растрелли.
Дворцы, располагавшиеся в Лефортовском парке, были деревянными и в результате пожаров неоднократно сгорали и отстраивались вновь. В 1773 году по указу Екатерины II на месте бывшего Летнего Анненгофа началось строительство нового кирпичного дворца, которое затянулось на 25 лет. Архитектором Екатерининского дворца стал Антонио Ринальди, однако из-за проблем при строительстве московский архитектор Карл Бланк в 1780-х годах был вынужден произвести частичную перестройку дворца, а завершил постройку Джакомо Кваренги, создав на главном фасаде широкую лоджию с колоннадой из 16 коринфских колонн.
Павел I после смерти Екатерины II отдал парк и дворцы военным. Екатерининский дворец превратился в Екатерининские казармы полицейского полка Николая Архарова, а на территории парка появились многочисленные плацы.
После смерти Павла I парк остался в ведомости военных и ни один из следующих императоров более не жил в лефортовских дворцах.
В 1856 году в бывшем Екатерининском дворце прошли торжества по случаю коронации Александра II.

### XX—XXI век
В 1904 году территория парка сильно пострадала во время урагана. 
Неслись крыши, доски, звонили колокола; срывало кресты и купола, вырывало с корнем деревья; огромная Анненгофская роща была сбрита; столетние деревья или расщеплены, или выворочены с корнем. Было разрушено огромное здание Кадетского корпуса и Фельдшерской школы…
В советское время вся территория парка была отдана дому офицеров Московского военного округа.
В 1932 году в здании Екатерининского дворца была размещена Военная академия бронетанковых войск, ныне Общевойсковая академия Вооружённых Сил Российской Федерации.
В 1934 году в парке был построен стадион, который продолжает работать и в настоящее время.
С 1999 по 2003 год в парке были проведены археологические исследования, которые позволили уточнить историческую структуру парка: расположение дорожек, площадок, беседок, лестниц и прочего. Также в ходе исследований были обнаружены белокаменные элементы украшений подпорной стенки Анненгофского дворца «Анненгофской кашкады». В 2005 году Лефортовский парк был включен в состав Московского государственного музея-заповедника.
- Грот Растрелли в Лефортовском парке
- Памятник Петру I
- Беседка Петра Великого, 1910
- Екатерина Юнге, Осенний день в саду Лефортовского дворца в Москве. 1892
- Грот Растрелли

## Достопримечательности
Грот Растрелли
Изначально был возведен под руководством Николая Бидлоо в 1720-е годы. По его проекту грот был украшен фонтанами, статуями и сфинксами. В 1731 году Растрелли провел перестройку грота, украсив его белокаменными колоннами.
На конец XVIII века грот имел богатое скульптурное оформление. В центральной нише находилась статуя Геркулеса, перед которой были каменные тюлени с трубками для бьющей из них воды. По сторонам нижней площадки находились два каменных сфинкса. На самой площадке был фонтан с деревянным позолоченным тритоном. Около тритона была дюжина дельфинов, из которых также била вода.
Ни одна из украшавших грот скульптур не сохранилась к настоящему времени.
Беседка-ротонда
Состоит из полукруглого сооружения, лежащего на восьми колоннах из серого гранита. В беседке стоит бюст Петра I, на котором выбита цитата:
«Труды моего Миниха сделали меня здоровым. Я надеюсь некогда ехать вместе с ним водою из Петербурга в Москву и выйти на берег в Головинском саду».
 Сооружена в начале XIX века, но была уничтожена ураганом 1904 года. 26 августа того же года великий князь Константин Константинович велел восстановить беседку. В таком виде она дошла до наших дней.
Екатерининский дворец
Екатерининский дворец представляет собой одно из наиболее значительных сооружений русского классицизма. В настоящее время дворец и территория вокруг него находятся в ведомстве военных структур и недоступны для посещения.
Липовая аллея
Один из немногих объектов, сохранившихся от первоначального облика парка.

## Акватория парка
На территории парка находится Канал прямоугольного острова, а также семь прудов: Сапожок, Банный, Головинский, Восьмигранный, Крестовый, Большой и Овальный.

## Парк в искусстве
Пруды Лефортовского парка и Измайлово выступили в качестве Чистых прудов в одноимённом фильме 1965 года.

## Как добраться
В парке четыре входа: главный вход — с Красноказарменной улицы, и три второстепенных — с Головинской набережной, с Госпитальной улицы и с Госпитальной площади.
Добраться до главного входа в парк, расположенного на Красноказарменной улице, можно следующими способами.
- От станции метро «Авиамоторная» — трамвайные маршруты 32, 37, 50, автобусный маршрут т24.
- От станции метро «Бауманская» — трамвайные маршруты 37, 50, автобусный маршрут 440.
- От станции метро «Курская» — трамвайный маршрут 32.
- От станции метро «Красные ворота» — автобусный маршрут т24.
- От станции метро «Лефортово» — трамвайный маршрут 32, 46.